# Snapdragon Stadium
Lo Snapdragon Stadium è uno stadio multiuso ubicato a San Diego, California, Stati Uniti d'America.
 Inaugurato ufficialmente nel 2022, l'impianto ospita le partite casalinghe del San Diego Wave, squadra della National Women's Soccer League, dei San Diego State Aztecs, la squadra di football dell'Università statale di San Diego, e del San Diego FC, squadra della Major League Soccer (MLS).
La struttura, di proprietà dell'Università statale di San Diego, era stata costruita accanto al poi demolito San Diego Stadium, che ha ospitato le partite casalinghe della squadra di football dell'Università dalla sua apertura nel 1967. Ha inoltre una capienza di 35 000 posti a sedere.

## Storia
Dopo l’annunciato addio dei Chargers (NFL) dall’allora SDCCU Stadium, per spostarsi nell’area della Grande Los Angeles nel gennaio 2017, l’attenzione si è concentrata sulla costruzione di un nuovo stadio per gli Aztecs, che doveva essere moderno e di dimensioni adeguate al programma sportivo. Nel corso di quasi due anni di pianificazione, prese forma il progetto di quello che sarebbe poi diventato lo Snapdragon Stadium (conosciuto, durante le fasi di progettazione e di costruzione iniziale, come Aztec Stadium) e dell’intero sviluppo immobiliare SDSU Mission Valley (inizialmente denominato SDSU West).
Parallelamente, emerse una proposta concorrente di riqualificazione, nota come SoccerCity, che prevedeva l’affitto dell’area del SDCCU Stadium da parte della città e il suo sviluppo tramite fondi privati, nel caso in cui a San Diego fosse stata assegnata una squadra della Major League Soccer (MLS). Secondo questa proposta, la squadra di football dell'Università statale di San Diego avrebbe potuto condividere con il nuovo club MLS un nuovo stadio di capacità ridotta, costruito specificamente per il calcio.
Il progetto SoccerCity fu sottoposto alle elezioni del novembre 2018, in competizione con la proposta SDSU Mission Valley, e quest’ultima uscì vincente.
Il 5 dicembre 2019, l’università annunciò di aver ricevuto una donazione di 15 milioni di dollari da Dianne L. Bashor per contribuire al finanziamento del nuovo stadio; in suo onore, il terreno di gioco venne chiamato Bashor Field.
Il 30 giugno 2020, la Città di San Diego approvò la vendita dell’area del SDCCU Stadium all'Università statale di San Diego e il 10 agosto 2020 l’università assunse ufficialmente il controllo della proprietà. La SDSU acquistò l’intera area di 55 ettari, comprensiva dello stadio esistente, per 88 milioni di dollari. La cerimonia dell'inizio dei lavori per il nuovo stadio si svolse il 17 agosto 2020, appena una settimana dopo l’acquisizione ufficiale del sito.
L’intero progetto SDSU Mission Valley, del valore complessivo di 3,5 miliardi di dollari, comprende abitazioni, uffici e spazi commerciali, hotel e circa 32 ettari di parchi e aree verdi, tra cui un parco fluviale di 14 ettari lungo il fiume San Diego, situato su un’area adiacente di proprietà cittadina. Il progetto verrà sviluppato in più fasi, con una tempistica prevista tra 10 e 15 anni.
Il nuovo Snapdragon Stadium ha una capienza di 35 000 spettatori ed è stato progettato per ospitare partite di football universitario, partite di NCAA di altri sport, calcio, rugby, lacrosse e eventi speciali come concerti. Lo stadio è stato progettato per essere espandibile fino a 55 000 posti, con un piano e dei render già predisposti, per eventuali esigenze future degli Aztecs o per un ritorno della NFL a San Diego.
Il 6 dicembre 2021, la San Diego State University ha annunciato un accordo di diritti di denominazione con la società di telecomunicazioni Qualcomm, con sede a San Diego, che in passato aveva detenuto i diritti di denominazione del vecchio stadio dal 1997 al 2017. L’impianto è stato così denominato Snapdragon Stadium, dal nome della linea di processori sviluppata da Qualcomm (anche il precedente stadio, per un breve periodo nel 2011, era stato ribattezzato Snapdragon Stadium).
Lo stadio è stato inaugurato nel 2022, con un’amichevole interna degli Aztecs il 20 agosto, mentre la prima partita ufficiale si è disputata due settimane dopo, il 3 settembre, con una sconfitta per 38–20 contro gli Arizona Wildcats.
Il 15 dicembre 2021, la squadra femminile San Diego Wave, militante nella National Women's Soccer League (NWSL), ha annunciato il suo trasferimento allo Snapdragon Stadium a partire da settembre 2022, dopo aver giocato l’inizio della stagione 2022 al Torero Stadium, presso l’Università di San Diego.
Il 17 settembre 2022, il San Diego Wave ha stabilito un nuovo record di affluenza nella NWSL alla sua prima partita nello stadio, contro l’Angel City. Già al 28 agosto, circa tre settimane prima dell’incontro, erano stati venduti oltre 27 000 biglietti, cifra paragonabile al precedente record di 27 278 spettatori del 29 agosto 2021 dell'OL Reign contro i Portland Thorns al Lumen Field di Seattle (in occasione di un doppio evento che includeva anche un incontro MLS tra Seattle Sounders e Portland Timbers). I preordini per il debutto del Wave avevano già superato il record per una singola partita di 25.218 spettatori, risalente all’11 agosto 2019, Portland Thorns contro North Carolina Courage al Providence Park di Portland, Oregon. Il 1º settembre è stato annunciato il tutto esaurito (32.000 persone che era la capienza massima per gli incontri di calcio).
Il 2 febbraio 2022, la squadra di rugby San Diego Legion, militante nella Major League Rugby (MLR), ha annunciato che sarebbe trasferita allo Snapdragon Stadium a partire dal 2023.
Il 18 maggio 2023, la MLS ha annunciato che San Diego aveva ottenuto la 30ª franchigia del campionato, successivamente denominata San Diego FC, che avrebbe giocato allo Snapdragon Stadium a partire dal 2025. Il club ha firmato un contratto di locazione ventennale con lo stadio. Il 1º marzo 2025, il San Diego FC ha debuttato nell’impianto contro il Saint Louis City, pareggiando 0–0, davanti a 34.506 spettatori, segnando il record assoluto di affluenza per un evento sportivo nello stadio.
Il 19 novembre 2024, i San Diego Legion hanno annunciato l’intenzione di lasciare lo Snapdragon Stadium per tornare a giocare al Torero Stadium, nel campus dell’Università di San Diego. Tuttavia, le partite di playoff potranno essere ospitate allo Snapdragon Stadium in base alla domanda.

## Inaugurazione
Il 20 agosto 2022, lo Snapdragon Stadium venne inaugurato con una partita di allenamento degli Aztecs. La prima gara ufficiale nello stadio si disputò il 3 settembre 2022, con la sconfitta degli Aztecs per 38–20 contro gli Arizona Wildcats. L’incontro si svolse durante un’ondata di calore, causando numerosi casi di malori da caldo tra gli spettatori, che richiesero l’intervento dei vigili del fuoco di San Diego, che inviarono cinque ambulanze e tre autopompe per soccorrere circa 200 persone, 20 delle quali vennero ricoverate in ospedale. Al momento del calcio d’inizio, la temperatura aveva raggiunto i 38 °C, spingendo molti spettatori a cercare riparo all’ombra. Sui social media, lo stadio subì critiche dai tifosi a causa della scarsa presenza di aree ombreggiate.
L’8 settembre 2022, il Dipartimento dei Vigili del Fuoco di San Diego dichiarò di non aver ricevuto dall’università alcun piano specifico per la gestione dei malori da caldo, avendo ricevuto solo il piano medico due giorni prima della partita. Secondo il rapporto, «il numero elevato di pazienti presenti alla partita ha rapidamente sopraffatto le risorse di emergenza disponibili sul posto, richiedendo l’assistenza diretta dei vigili del fuoco di San Diego (SDFD)». Verso le 12:30 (ora locale, UTC−7), i vicecapi dei vigili del fuoco e dei servizi di emergenza medica valutarono persino la possibilità di chiedere all’università di annullare l’incontro, ma si decise che tale misura non avrebbe risolto la situazione.